# Slakovci
Slakovci är en ort i Kroatien.   Den ligger i länet Srijem, i den östra delen av landet, 240 km öster om huvudstaden Zagreb. Slakovci ligger 95 meter över havet och antalet invånare är 1 209.
Terrängen runt Slakovci är platt. Runt Slakovci är det glesbefolkat, med 19 invånare per kvadratkilometer. Närmaste större samhälle är Vinkovci, 13,4 km nordväst om Slakovci. Trakten runt Slakovci består till största delen av jordbruksmark.